# Kersti Kaljulaid

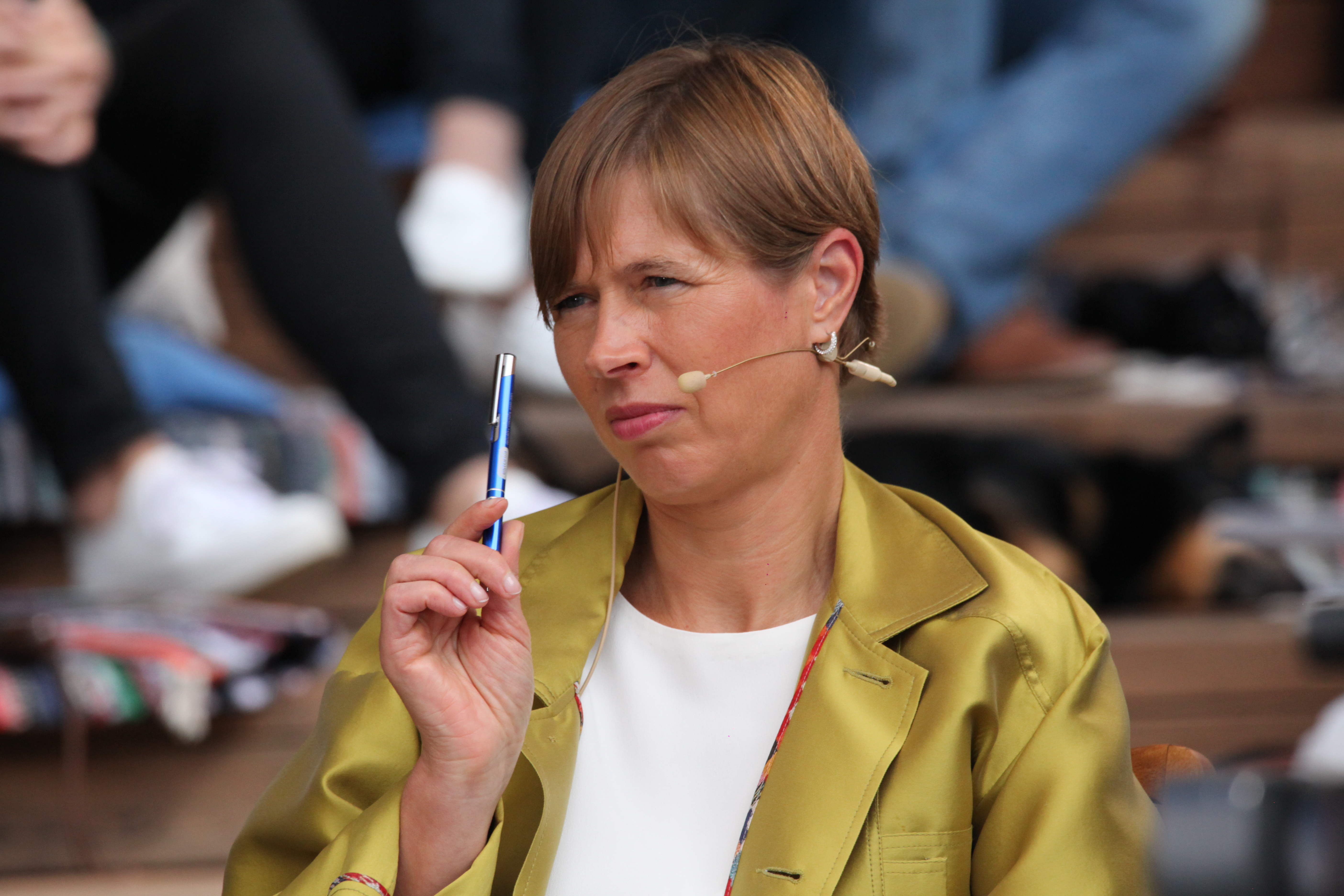
Kersti Kaljulaid (2021)

Kersti Kaljulaid (Tartu, 1969. december 30. –) észt közgazdász és politikus. 2016–2021 között Észtország elnöke volt. Az Észt Parlament 2016. október 3-án választotta meg Észtország elnökének, majd október 10-én lépett hivatalba. Észtország első női államelnöke. Megválasztása előtt országa képviselőjeként az Európai Számvevőszék munkájában vett részt. 2024 októberétől az Észt Olimpiai Bizottság elnöke.